# Alpine A211
L'Alpine A211 è un'autovettura di tipo sport prototipo costruita dalla casa automobilistica francese Alpine nel 1967.

## Storia
Bernard Boyer e Richard Bouleau furono responsabili della progettazione del telaio a tubi, mentre Amedeo Gordini si occupò dell'installazione del motore Renault V8 da 3.0 litri con doppio albero a camme e doppi carburatori Weber. Sfortunatamente, il compatto motore V8 Gordini si rivelò inaffidabile nell'A211. Gli ingegneri della Alpine non riuscirono ad adattare il motore alla piccola vettura, quindi decisero di adottare l'approccio opposto. La parte posteriore dell'A211 fu modificata, l'auto fu dotata di un nuovo cambio ZF a 5 marce e vennero installate prese d'aria più grandi per raffreddare i freni posteriori.
L'Alpine A220 la sostituì, pur mantenendo lo stesso motore.

## Risultati sportivi
Ha partecipato alle seguenti gare:
- 15 ottobre 1967 ai 1000 km di Parigi, con Bianchi-Grandsire, 7º posto.
- 23 marzo 1968 a Sebring, con Bianchi-Grandsire, ritiro alla 3ª ora per un problema alla guarnizione della testata.
- 25 aprile 1968 a Monza, con de Cortanze-Depailler, 3º posto.
- 19 maggio 1968 al Nürburgring, con Depailler-Larrousse, 9º posto.
- 26 maggio 1968 a Spa, con Bianchi-Grandsire, ritiro per motore ingolfato.